# Verband Deutscher Studierendeninitiativen
Der Verband Deutscher Studierendeninitiativen e.V. (kurz: VDSI) ist ein Zusammenschluss von 15 der größten deutschen Studierendeninitiativen. Der VDSI setzt sich auf nationaler Ebene sowie an Universitäten und Hochschulen für die Interessen des studentischen Ehrenamtes in Deutschland ein, unterstützt den Austausch, sowie die Zusammenarbeit zwischen seinen Mitgliedern und bewirbt die Partizipationsmöglichkeiten in studentischen Initiativen unter Studierenden.
Der VDSI ist als gemeinnütziger Verein anerkannt.

## Gründung und aktuelle Situation
Der Verband hat sich 2014 unter dem Namen Verband deutscher Studenteninitiativen e.V. gegründet. Dabei ging er aus der Kölner Runde einem Zusammenschluss der studentischen Initiativen AIESEC, bonding, ELSA, MTP und Market Team hervor, welcher seit 1991 bestand. Die Gründungsmitglieder des VDSI waren AIESEC, BDSU, bonding, btS, ELSA, Exceed, MTP – Marketing zwischen Theorie und Praxis e. V. und Weitblick. Seitdem sind juFORUM, JCNetwork, Studieren Ohne Grenzen, ESN Deutschland, Sneep e.V. und der BVH dazugekommen. Der Verband repräsentiert aktuell 16 Vereine mit insgesamt ca. 100.000 Mitgliedern (Stand Februar 2022).
Der VDSI gibt zusammen mit der campushunter media GmbH seit 2013 jährlich das Mitgliederzeitschrift Engagier Dich heraus und betreibt in Partnerschaft die (Web-)App Get Involved, welche Studierenden durch das Beantworten verschiedener Fragen die Wahl einer studentischen Initiative erleichtern soll.

## Struktur
Die Arbeit findet auf nationaler Ebene sowie an Universitäten und Hochschulen statt. Einmal im Jahr wählen die 13 Mitgliedsinitiativen des Verbandes einen nationalen Vorstand. Die Arbeit an Universitäten und Hochschulen findet in vom VDSI anerkannten Lokalrunden statt, in welchen sich mehrere lokale studentische Initiativen zusammenschließen, wobei diese nicht Teil eines Netzwerks sein müssen, welches auf nationaler Eben Teil des VDSI ist.